# Neil Innes
Neil James Innes (9. prosince 1944, Danbury, Essex, Spojené království – 29. prosince 2019, Montcuq-en-Quercy-Blanc, Lot, Francie) byl britský hudebník, komik, zpěvák, skladatel a spisovatel, který spolupracoval s komediální skupinou Monty Python. Byl členem komediálně-rockové hudební skupiny Bonzo Dog Doo-Dah Band a později vedl „fiktivní“ skupinu The Rutles, parodii na Beatles. Napsal písně (beatlovské pastiše) k filmu All You Need Is Cash, kde také hrál postavu Nastyho (inspirovanou Johnem Lennonem).